# Wataga (Illinois)
Wataga est un village du comté de Knox dans l'Illinois, aux États-Unis,. Situé au centre du comté, il est  incorporé le 18 mai 1874.

## Démographie
Lors du recensement de 2010, le village comptait une population de 843 habitants. Elle est estimée, en 2016, à 807 habitants.

## Source de la traduction
- (en) Cet article est partiellement ou en totalité issu de l’article de Wikipédia en anglais intitulé « Wataga, Illinois » (voir la liste des auteurs).